# Vov
Il Vov è un liquore di origine veneta a base di uova. Per antonomasia il medesimo sostantivo è comunemente impiegato anche per indicare preparati casalinghi di zabaione liquoroso e anche gli analoghi prodotti della concorrenza.
Il prodotto, venduto sin dagli inizi in una caratteristica bottiglia cilindrica in vetro bianco, è considerato un'icona nel mondo dei liquori italiani.

## Storia
Il liquore che sarà in seguito denominato Vov, fu ideato nel 1845 da Gian Battista Pezziol, pasticcere di Padova specializzato nella produzione del torrone, alimento per la cui confezione s'impiega il solo albume delle uova. Pezziol ebbe l'intuizione d'usare i tuorli d'avanzo, in unione a vino marsala, alcol e zucchero, per avviare la produzione di uno zabaione liquoroso, bevanda energetica assai in voga a quel tempo anche come ricostituente. Il prodotto fu inizialmente posto in commercio col nome Vovi, ossia uova in lingua veneta; in seguito, quando il prodotto iniziò a varcare i confini regionali, il nome fu mutato in Vov.
Nel 1856 il successo commerciale del nuovo liquore è già notevole e Vov viene presentato alla corte di Vienna, ove gli arciduchi d'Austria, apprezzata la qualità della bevanda, rilasciano un solenne brevetto con aquila a due teste. Nel 1869 Pezziol riceve una medaglia d'argento all'esposizione provinciale di Padova per i progressi conseguiti nel campo dolciario e della produzione di liquori.
Tra il XIX ed il XX secolo la bevanda aveva già raggiunto una popolarità tale da apparire nei normali ricettari domestici.
Nel corso della seconda guerra mondiale Vov giunge sui campi di battaglia: in virtù delle sue riconosciute proprietà energizzanti viene fornito alle truppe impegnate in combattimento col nome di VAV2, acronimo di Vino Alimento Vigoroso.
Fra gli anni sessanta e settanta del XX secolo raggiunge la massima diffusione generando la nascita di imitazioni e concorrenti; tra essi lo Zabov della Moccia giungerà addirittura a superarne le vendite attorno agli anni 2010. Negli anni '80 e '90 del XX secolo, mentre Vov viene distribuito ed apprezzato anche all'estero, paradossalmente il liquore conosce un lungo periodo di declino in Italia, mitigato solo dalla costante richiesta nelle località di montagna, e in particolare nei bar delle stazioni di sport invernali.
Le radici padovane del liquore sono andate progressivamente perdute: negli anni 2000 Vov era prodotto e distribuito dalla Sil, la Società Italiana Liquori che ne aveva spostato la produzione a Pozzilli; dal 2012 a seguito del passaggio al gruppo Molinari, la produzione è stata portata a Moncalieri. 
In anni recenti, Vov ha conosciuto una nuova fortuna grazie soprattutto al cocktail bombardino, di cui è il componente fondamentale, tornato di moda soprattutto sulle piste da sci. Vov si giova inoltre di una generale tendenza a rivalutare i prodotti eno-gastronomici storici della tradizione italiana.

## Bottiglia

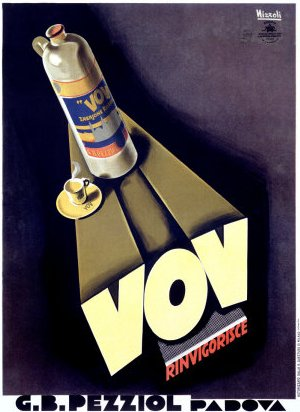
Vov nella cartellonistica pubblicitaria (opus: Nizzoli)

La bottiglia cilindrica bianca di Vov, presente fin dagli esordi commerciali, è divenuta col tempo un'icona della liquoristica italiana. Inizialmente prodotta in ceramica bianca opaca, divenne in seguito di vetro bianco. Durante il secondo conflitto mondiale, periodo in cui la produzione di Vov fu destinata quasi esclusivamente all'esercito come VAV2, per praticità di trasporto il liquore venne confezionato in contenitori di cartone impermeabilizzato. Negli anni sessanta fu proposta la confezione in flacone di vetro ambrato zigrinato, che non ebbe particolare fortuna e che restituì in seguito il testimone alla classica bottiglia in vetro bianco.
Attualmente il prodotto è confezionato in una bottiglia di comune vetro trasparente ricoperto da un foglio di plastica bianca, la quale imita la tradizionale bottiglia in vetro bianco ma, oltre ad essere di minor pregio rispetto a questa, pone problemi al consumatore circa il corretto smaltimento e riciclo dei materiali componenti. 
In etichetta, di stampo molto tradizionale e sostanzialmente immutata da decenni, troneggia l'altrettanto iconica scritta tridimensionale Vov gialla su sfondo blu, sovrapposta ad una stilizzazione della Basilica di Sant'Antonio di Padova. Il prodotto è descritto come zabaione confortante.

## Consumo
In etichetta e nelle reclames è consigliato il consumo di Vov sia come cordiale liscio, sia caldo come corroborante, sia refrigerato o addirittura congelato come granita (frozen Vov). Il suo sapore, sostanzialmente assimilabile allo zabaione nonostante presenti rispetto ad esso una consistenza più liquida e una percentuale alcolica più alta, lo rende adatto ad accompagnare molte tipologie di dessert, eventualmente anche come guarnizione. Compare spesso nelle ricette del gelato affogato allo zabaione. Nei cocktail è il componente base per la preparazione del bombardino.
Prima del consumo, come raccomandato anche in etichetta, è necessario agitare la bottiglia per riamalgamare gli ingredienti, poiché il tuorlo d'uovo tende a separarsi dall'alcol che di conseguenza affiora in superficie a causa della sua minore densità.

## Oggettistica
Come per molti liquori, anche il commercio di Vov fu accompagnato dalla produzione di bicchieri e piccoli oggetti personalizzati, bottigliette mignon e gadget donati o assegnati attraverso concorsi e raccolte punti allo scopo di fidelizzare la clientela.
Tra questi oggetti è particolarmente collezionata una radio AM avente forma di una piccola bottiglia di Vov in plastica, risalente alla fine degli anni sessanta.

## Leggende metropolitane
Attorno al 2017 suscitò clamore il presunto ritrovamento d'un manuale di cucina redatto da tal Teofilo Barla, sedicente confetturiere, cuciniere e niente meno che «alchimista» di Casa Savoia, morto annegato nel Sangone dopo esser caduto in disgrazia per aver rovesciato addosso alla corte reale un paiolo di polenta concia. Nonostante il testo non reggesse la più elementare analisi filologica e fosse una palese burla, la notizia del suo ritrovamento e della successiva ristampa anastatica venne data anche da quotidiani a tiratura nazionale. Nel manuale Barla si attribuisce l'invenzione del Vov, che elabora dietro precisa richiesta dei sovrani di casa Savoia, a suo dire smodati consumatori di zabajone, al punto da desiderare di poterlo anche bere. Sostiene inoltre che la ricetta del Vov gli fu sottratta dal figlio di G.B. Pezziol, il quale era stato dal Barla medesimo preso a servizio in qualità di garzone.

## Premi e riconoscimenti
- Medaglia d’argento all'esposizione provinciale di Padova (1869) alla G.B. Pezziol per i progressi conseguiti nel campo dolciario e della produzione di liquori;
- brevetto con l'aquila a due teste conferito dagli Arciduchi d'Austria (1856).[11]